# Svinjarevo (Visoko, BiH)
Svinjarevo je naseljeno mjesto u gradu Visokom, Federacija Bosne i Hercegovine, BiH.

## Stanovništvo

### 1991.
Nacionalni sastav stanovništva 1991. godine, bio je sljedeći:
ukupno: 80
- Hrvati - 37
- Muslimani - 30
- ostali, neopredijeljeni i nepoznato - 13

### 2013.
Nacionalni sastav stanovništva 2013. godine, bio je sljedeći:
ukupno: 21
- Bošnjaci - 21